# 法古斯工廠
法古斯工廠（德語：Fagus-Werk）位於德國下萨克森州萊茵河流域的阿爾費爾德，是一座生產鞋楦的工廠，為法古斯公司（德語：Fagus-GreCon）所有。由瓦爾特·格羅佩斯與阿道夫·迈尔所設計，於1911至13年間興建，此建築在現代建築史中有著指標性的意義。1946年被列為紀念物，2011年6月25日起，被聯合國教科文組織列為世界文化遺產。

## 世界遺產
阿爾費爾德的法古斯工廠共有10座建築物，1910年間由瓦爾特·格羅佩斯開始設計，是現代建築與工業設計發展的里程碑，座落在下萨克森州萊茵河流域的阿爾費爾德，兼顧著生產鞋楦過程中的每一工序、儲存與派送，時至今日仍然維持運作。它那開創性的大片玻璃面板，以及其功能主義美學，讓此建築群向世人揭示了包豪斯學校的工作，更成為歐洲與北美洲建築發展史上的里程碑。

### 登録基準
该世界遗产被认为满足世界遺產登錄基準中的以下基準而予以登錄：
- （ii）在某期间或某种文化圈里对建筑、技术、纪念性艺术、城镇规划、景观设计之发展有巨大影响，促进人类价值的交流。
- （iv）关于呈现人类历史重要阶段的建筑类型，或者建筑及技术的组合，或者景观上的卓越典范。